# Покровское (Мамадышский район)
Покровское (тат. Покровское) — село, расположенное в центральной части Республики Татарстан и входящее в состав Якинского сельского поселения Мамадышского района.

## География
Село расположено в 1 км от правого берега реки Камы (Куйбышевское водохранилище), на реке Заборная, являющейся притоком Камы. Село находится в 160 км юго-восточнее города Казань и на 54 км юго-западнее города Мамадыш. Ближайшие населённые пункты — Березовское, Вандовка, Никольское, Омары, Отарное.

## История
Село основано до середины 18 века и упомянуто в некоторых дореволюционных источниках как Пеньки.
Жители села в 18 — 1-й половине 19 веков принадлежали к сословию государственных крестьян и занимались земледелием, а также разведением скота. В период до начала 20 века община села располагала земельным наделом в 2858,3 десятин. В начале 20 века в селе работали: земская школа (с 1866 г. на базе существовавшей с 1840 г. сельской приходской школы), 4 мелочные лавки и ветряная мельница.
Село входило в состав Омарской волости Мамадышского уезда Казанской губернии до 1920 г., затем вошло в состав Мамадышского кантона Татарской АССР. С 10 августа 1930 г. село входит в состав Мамадышского района.. На карте Казанской губернии 1871 года село указано как Атарка.
До 27 апреля 2013 года село также входило в состав упразднённого ныне Дигитлинского сельского поселения.

## Население
| Численность населения |       |       |       |       |       |      |      |      |      |      |      |      |      |      |      |      |
| 1782                  | 1859  | 1897  | 1908  | 1920  | 1926  | 1938 | 1949 | 1958 | 1970 | 1979 | 1989 | 1992 | 1997 | 2002 | 2010 | 2014 |
| 430 душ мужского пола | ↗1453 | ↗1454 | ↗1476 | ↘1374 | ↘1034 | ↘665 | ↘367 | ↘244 | ↘176 | ↘89  | ↘59  | ↗68  | ↘42  | ↘31  | ↘9   | ↘5   |

## Достопримечательности
В селе расположен памятник архитектуры 2-й половины 19 века — недействующая (заброшенная) ныне церковь Покрова Пресвятой Богородицы, постройки 1864—1873 традиционной композиции классического направления, спроектированная архитектором П. В. Тихомировым. Церковь представляла собой однопрестольный каменный храм средних размеров, построенный в духе эклектики. Приход существовал с 1706 г. до начала 20 в.
Церковь была построена частично на средства Ивана Ивановича Стахеева, елабужского купца, а частично — за счёт пожертвований чистопольской помещицы Анны Емельяновны Спижарной и Александра Ивановича Батуева, мамадышского купца. И. И. Стахеев также пожертвовал храму в 1879 году иконостас, который ранее находился в Покровской церкви города Елабуги. В приходе служили священники: Федот Семенов (с 1770 по 1796 г.); Иван Борисович Рыбенский (с 1835 по 1858 г.); Петр Михайлович Матвеевский (с 1858 по 1897 г.) — в значительной степени благодаря ему были организованы сбор средств и последовавшее затем строительство этого храма.

## Люди, связанные с селом
- Антонов, Дмитрий Константинович (1946—2007) — советский и российский музыкант, флейтист, педагог. Заслуженный артист Республики Татарстан.